# Abrigo (arquitetura)

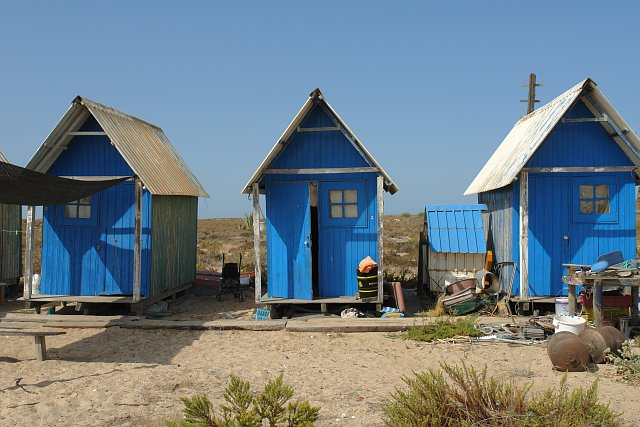
Casas de abrigo para pescadores na Ilha da Barreta, Portugal

Um abrigo é uma estrutura arquitetônica ou formação natural (ou uma combinação das duas) que fornece proteção do meio ambiente local. Um abrigo pode servir como lar ou ser fornecido por uma instituição residencial. Pode ser entendida como uma estrutura temporária ou permanente. Na contracultura da década de 1960, o conceito de "Abrigo" intervém como um dos conceitos-chave do Catálogo Whole Earth, e expressa uma alternativa aos modos de ensino de arquitetura praticados nas academias americanas.
No contexto da hierarquia de necessidades de Maslow, o abrigo ocupa uma posição crucial como uma das necessidades humanas fundamentais, complementando outros imperativos fisiológicos, como a necessidade de ar, água, comida, descanso, vestuário e reprodução."

## Galeria
- Abrigo para piquenique em Gillette, Wyoming
- Bugac puszta, Hungria, com abrigo de animais e mudi
- Abrigo Maasai, Área de Conservação de Ngorongoro, Tanzânia